# José Luis Abilleira Balboa
José Luis Abilleira Balboa (Madrid, 27 d'octubre de 1947) és un ciclista espanyol, ja retirat, que fou professional entre 1969 i 1976. Destacat escalador, en el seu palmarès destaca el Gran Premi de la Muntanya de la Volta a Espanya de 1973 i 1974 o la Clásica de los Puertos.

## Palmarés
- 1969
  - Campió d'Espanya de contrarellotge per equips
  - 1r de la Clásica de los Puertos
- 1971
  - Vencedor d'una etapa de la Volta a La Rioja
- 1972
  - Vencedor d'una etapa de la Volta a Menorca
  - Classificació de la muntanya de la Volta a Portugal
- 1973
  - Vencedor d'una etapa de la Volta a Astúries
  -  1r al Gran Premi de la Muntanya de la Volta a Espanya
  - Classificació de la muntanya de la Volta a Portugal
- 1974
  -  1r al Gran Premi de la Muntanya de la Volta a Espanya i de la combinada

### Resultats a la Volta a Espanya
- 1971. 25è de la classificació general
- 1972. 22è de la classificació general
- 1973. 15è de la classificació general.  1r al Gran Premi de la Muntanya
- 1974. 13è de la classificació general.  1r al Gran Premi de la Muntanya i de la combinada
- 1975. 22è de la classificació general
- 1976. Abandona (16a etapa)

### Resultats al Tour de França
- 1973. Abandona (3a etapa)
- 1974. 60è de la classificació general